# Три-Могили (Пловдивская область)
Три-Могили (болг. Три могили) — село в Болгарии. Находится в Пловдивской области, входит в общину Асеновград. Население составляет 43 человека.

## Политическая ситуация
Кмет (мэр) общины Асеновград — Христо Грудев Грудев (коалиция партий: Граждане за европейское развитие Болгарии (ГЕРБ), ВМРО — Болгарское национальное движение) по результатам выборов в правление общины.